# Puchar Polski w piłce siatkowej mężczyzn (1994/1995)
Puchar Polski w piłce siatkowej mężczyzn 1994/1995 – 38. sezon rozgrywek o siatkarski Puchar Polski, rozgrywany od 1932 roku.

## Klasyfikacja końcowa
| Miejsce | Drużyna                     |
| ------- | --------------------------- |
| 1.      | Legia Warszawa              |
| 2.      | Stal Hochland Nysa          |
| 3.      | Morze Szczecin              |
| 4.      | Kazimierz Płomień Sosnowiec |